# Levriero Mahratta
Il Mahratta Hound, a volte chiamato Mahratta Greyhound, è una razza di cane che si trova in India.
Si tratta di un cane tipo levriero, come il Banjara Hound è allevato e utilizzato per la caccia dai nomadi Banjara di Maharashtra.   Si ritiene che il Mahratta Hound sia di origine araba o persiana, è spesso di colore blu e marrone chiaro e misura circa 22 pollici (56 cm), è apprezzato per la sua abilità nella caccia alla pantera e al cinghiale, entrambi prede formidabili per un segugio, oltre che per il blackbuck.